# خانه بهرامی
خانه بهرامی مربوط به دوره قاجار است و در شهرستان آمل، بخش لاریجان، دهستان بالا لاریجان، روستای آب اسک واقع شده و این اثر در تاریخ ۱۰ شهریور ۱۳۹۵ با شمارهٔ ثبت ۳۱۵۴۷ به‌عنوان یکی از آثار ملی ایران به ثبت رسیده‌است.